# Amore e non amore
Třetí Battistiho album Amore e non amore se výrazně liší od předchozích dvou. Battisti poprvé výrazně zaexperimentoval a z celého alba je vidět kontrast. Už název (v překladu Láska a neláska) to naznačuje. Liché písně jsou dynamické, o lásce, mají krátký výstižný název. Naproti tomu sudé písně jsou melancholické, bez textu, s velice dlouhými názvy vyjadřujícími smutné události a nálady. Za povšimnutí stojí překlady jejich názvů (vizte). Písně z tohoto alba zůstali do dnešních dnů ve stínu předešlých i následujících písní. Album se udrželo v prodeji v Itálii sedm týdnů na prvním místě. Stalo se tak v roce 1971 10. nejprodávanějším.
Se la mia pelle vuoi lze označit za „nejrockovější“ Battistiho píseň.

## Seznam skladeb
V závorce je uveden počet hvězdiček dle CROSBOSP.

1. Dio mio no 7:25 (4)
2. Seduto sotto un platano con una margherita in bocca guardando il fiume nero macchiato dalla schiuma bianca dei detersivi (Seděl pod platanem s margheritou v ústech a sledoval černou řeku zaskvrněnou bílými skvrnami z čisticích prostředků) 3:08 (2)
3. Una 3:54 (5)
4. 7 Agosto di pomeriggio. Fra le lamiere roventi di un cimitero di automobili solo io, silenzioso eppure straordinariamente vivo (7. srpna odpoledne. Mezi rozžhavenými plechy hřbitova automobilů jen já, ticho, přesto žiji nevšedně) 4:04 (2)
5. Se la mia pelle vuoi 4:04 (4)
6. 'Davanti ad un distributore automatico di fiori dell'aeroporto di Bruxelles, anch'io chiuso in una bolla di vetro (Za automatem na květiny bruselského letiště jsem i já zavřen ve skleněné bublině) 2:16
7. Supermarket 4:47 (7)
8. Una poltrona, un bicchiere di cognac, un televisore, 35 morti al confine di Israele e Giordania (Pohovka, sklenka koňaku, televizor, 35 mrtvých na hranici Israele a Jordánska) 5:58 (3)

## Skupina
- baterie: Franz di Cioccia
- baskytara: Giorgio „Fico“ Piazza
- kytary: Alberto Radius, Francone Mussida
- varhany:dario Boldan
- klavír a bicí: Flavio Premoli